# Kommission für Zulassung und Aufsicht
Die Kommission für Zulassung und Aufsicht (ZAK) ist ein Gremium der 14 deutschen Landesmedienanstalten. Mitglieder der Kommission sind die gesetzlichen Vertreter der Landesmedienanstalten, also deren Direktoren oder Präsidenten. Der Vorsitz der Direktorenkonferenz der Landesmedienanstalten (DLM) ist jeweils auch der Vorsitz der ZAK.

## Aufgaben
Die ZAK nimmt gebündelt für die Landesmedienanstalten die Aufgaben aus § 105 Abs. 1 MStV wahr. Ihr sind vor allem Zulassungs- und Regulierungsentscheidungen, die bundesweit tätige Rundfunkveranstalter betreffen, übertragen. Daneben ist die ZAK aber auch für die Aufsicht über Medienplattformen und Benutzeroberflächen im Sinne der §§ 79 bis 87 MStV sowie über Medienintermediäre im Sinne der §§ 92 bis 94 sowie für die Zuweisung von Übertragungskapazitäten für bundesweite Versorgungsbedarfe zuständig. Die ZAK soll bei Fragen von bundesweiter Relevanz für schnelle und effektive Entscheidungen sorgen. Mehrheitsentscheidungen der ZAK sind rechtsverbindlich.

## Entstehung
Die ZAK wurde mit dem 10. Rundfunkänderungsstaatsvertrag vom 1. September 2008 eingesetzt und besteht seit 9. September 2008. Zuvor waren ihre Aufgaben von den einzelnen Landesmedienanstalten selbst oder von der Direktorenkonferenz der Landesmedienanstalten wahrgenommen worden. Die ZAK ist eine von vier Kommissionen der Landesmedienanstalten, die der Medienstaatsvertrag in § 104 Abs. 2 vorsieht. Neben der ZAK sind dies die Gremienvorsitzendenkonferenz (GVK), die Kommission zur Ermittlung der Konzentration im Medienbereich (KEK) und die Kommission für Jugendmedienschutz (KJM). Daneben besteht außerdem die Kommission zur Ermittlung des Finanzbedarfs der Rundfunkanstalten (KEF), die der Medienstaatsvertrag in § 36 vorsieht.

## Geschäftsstelle
Innerhalb der Gemeinsamen Geschäftsstelle der Medienanstalten in Berlin koordiniert der Bereich Gremien und Öffentlichkeitsarbeit seit Mai 2010 die Arbeit der Mitglieder der ZAK, übernimmt die Vor- und Nachbereitung der regelmäßigen Kommissionssitzungen sowie Treffen mit anderen Institutionen und die gesamte Öffentlichkeitsarbeit.